# Маркови Кулі (Скоп'є)
Маркови Кулі або Башти Марка (мак. Маркови Кули) — місто-фортеця на околиці Скоп'є, розташована на відстані 4,5 км на південний схід від центру столиці Північної Македонії. Сьогодні вона майже повністю зруйнована, серед руїн ведуться археологічні розкопки.

## Розташування
Фортеця було збудована на східному боці гори Водно, в місцевості Марково Крувце, на вершині крутого вапнякового хребта висотою 350 м, над Вардаром.

## Назва
Сучасна назва походить від імені короля Марка Мрнявчевича. У ХІІІ столітті фортеця мала назву «Чрнче».